# Christer Axelsson Posse
Christer Axelsson Posse, född 8 mars 1601 på Ros sätesgård (Stora Roo) utanför Lidköping i Västergötland, död 20 april 1643, var en svensk jurist och landshövding. Han var son till Axel Knutsson Posse av adelsätten Posse och Märta Christiernsdotter Oxenstierna. Posse gifte sig 28 februari 1626 på Rossvik med Christina Sparre av Rossvik (1605–1656), dotter till ryttmästaren Bengt Jöransson Sparre av Rossvik (adel nr. 7) och Kerstin Bååt (adel nr. 3 Bååt). Paret fick totalt sex barn
1. Axel (1627–1662)
2. Nils  (1628–1669)
3. Christina (1630–1668)
4. Bengt (1632–1657)
5. Göran (1635–1653)
6. Märta (–1704)

## Uppväxt
Mamman fick ta hand om sonen helt själv eftersom pappan flydde till Polen när Christer var endast två år gammal. Endast 12 år gammal miste Christer sin far och året därpå också sin mor. Efter föräldrarnas bortgång blev Axel Oxenstierna hans förmyndare. Oxenstierna och Christer var sysslingar.

## Karriär
Posse utbildade sig i Uppsala och blev student i november 1615.
- 1619 hovjunkare hos Gustaf II Adolf
- 1633 assessor i Svea hovrätt 1633.
- 1637 landshövding i Norrlands län
- 1642 överståthållare på Västerås slott
- 1642 landshövding i Västmanland

Posse dog den 20 april 1643 på Bergshammar. Han ligger begravd i Fogdö kyrka i Södermanland, till vilken han skänkte två i Polen tagna kalkar samt predikstolen, sirad med hans och hans frus vapen jämte årtalet 1643.